# Felice Romano (attore)
Felice Romano (Poggibonsi, 15 gennaio 1900 – Roma, 26 agosto 1959) è stato un attore italiano attivo fra la metà degli anni trenta e gli anni cinquanta.

## Carriera
Figlio dell'attrice Dina Romano e di Giuseppe Romano e fratello dell'attore Carlo Romano, è stato interprete di una ventina di film.
Voce molto nota nella prosa radiofonica EIAR e RAI, dalla metà degli anni 30, sia nelle commedie che nei radiodrammi, spesso accanto al fratello Carlo.
Nella primavera del 1943 si trovava a Madrid per girare dei film insieme ad altri attori italiani, tra cui Emilio Cigoli, Anita Farra, Franco Coop, Nerio Bernardi e Paola Barbara che si trovava già nella capitale spagnola con il marito, il regista Primo Zeglio.
Terminato il film, gli avvenimenti in Italia del 25 luglio e 8 settembre, convinsero gli attori a rinviare il ritorno a Roma. Un agente commerciale della 20th Century Fox, chiese agli attori di lavorare al doppiaggio di alcuni film della casa americana, in modo che, con la liberazione dell'Italia, da parte delle truppe americane, i film potessero essere presentati nelle sale in breve tempo, considerato che gli studi di doppiaggio a Roma erano fermi.
Il gruppo di attori si mise al lavoro, e negli anni 1943-1945 furono doppiati negli studi di Madrid diverse pellicole. In questo contesto, Romano doppiò J. Edward Bromberg ne Il segno di Zorro, Nigel Bruce ne Il sospetto e Wallace Ford in L'ombra del dubbio. Le pellicole doppiate furono portate in Italia e messe nei circuiti delle sale a sud e centro Italia a partire dalla fine del 1944.
È morto nel 1959 all'età di 59 anni.

## Filmografia
- Luciano Serra pilota, regia di Goffredo Alessandrini  (1938)
- Mille lire al mese, regia di Max Neufeld (1938)
- Il socio invisibile, regia di Roberto Roberti (1939)
- Cose dell'altro mondo, regia di Nunzio Malasomma (1939)
- Imputato, alzatevi!, regia di Mario Mattoli (1939)
- Ecco la radio!, regia di Giacomo Gentilomo (1940)
- Il ponte di vetro, regia di Goffredo Alessandrini (1940)
- L'assedio dell'Alcazar, regia di Augusto Genina (1940)
- I promessi sposi, regia di Mario Camerini (1941)
- Caravaggio, il pittore maledetto, regia di Goffredo Alessandrini (1941)
- Nozze di sangue, regia di Goffredo Alessandrini (1941)
- La canzone rubata, regia di Max Neufeld (1941)
- L'elisir d'amore, regia di Amleto Palermi  (1941)
- M.A.S., regia di Romolo Marcellini (1942)
- Febbre, regia di Primo Zeglio (1943)
- Abbasso la miseria!, regia di Gennaro Righelli (1945)
- Aquila nera, regia di Riccardo Freda (1946)
- Un uomo ritorna, regia di Max Neufeld (1946)
- Fiamme sul mare, regia di Vittorio Cottafavi e Michał Waszyński (1947)
- Follie per l'opera, regia di Mario Costa (1949)
- Canzone di primavera, regia di Mario Costa (1950)
- Perdonami!, regia di Mario Costa (1953)
- L'ultima gara, regia di Piero Costa (1954)

## Prosa radiofonica Eiar
- Un appuntamento al caffè, commedia di Memmo Padovini, regia di Aldo Silvani, trasmessa il 18 giugno 1938
- Se quell'idiota ci pensasse, commedia di Silvio Benedetti, regia di Luigi Maggi, trasmessa il 26 dicembre 1939
- Interno 14, commedia di Vincenzo Tieri, regia di Guglielmo Morandi, trasmessa il 27 febbraio 1940

## Prosa radiofonica Rai
- La capanna e il tuo cuore, commedia di Giuseppe Adami, regia di Aldo Silvani, trasmessa il 4 gennaio 1937
- Anima allegra di Serafin e Joaquin Álvarez Quintero, regia di Luigi Maggi, trasmessa il 13 novembre 1939.
- Lumie di Sicilia di Luigi Pirandello, regia di Luigi Maggi, trasmessa il 17 novembre 1939.
- La damigella di Bard di Salvator Gotta, regia di Luigi Maggi, trasmessa il 25 novembre 1939.
- Il ragioniere fantasma di Age e Flan, regia di Nino Meloni, trasmessa il 4 marzo 1946.
- Un cappello di paglia di Firenze di Eugène Labiche, regia di Nino Meloni, trasmessa il 14 maggio 1946.
- Nina non far la stupida di Rossato e Giachetti, regia di Franco Rossi, trasmessa il 25 giugno 1946.

## Doppiaggio
- Donald Barry in Prigionieri di Satana
- Edward Bromberg in Il segno di Zorro
- Nigel Bruce in Il sospetto
- Wilfred Lucas in Fra Diavolo
- Frank McHugh in Verso la felicità